# Daniel Keczmer
Daniel Leonard Keczmer (né le 25 mai 1968 à Mount Clemens, dans l'État du Michigan aux États-Unis) est un joueur international de hockey sur glace. Il évoluait au poste de défenseur. 

## Biographie

### Carrière junior
En 1981, il participe au Tournoi international de hockey pee-wee de Québec avec le Dynamo de Détroit.
De 1986 à 1990, il évolue dans le championnat universitaire américain, la National Collegiate Athletic Association, pour les Lakers de Lake Superior State. Avec ces derniers, il devient champion lors de la saison 1987-1988 et est nommé meilleur défenseur défensif en 1989-1990 en plus d’être sélectionné sur la seconde équipe d’étoile de la ligue.
En 1990, au terme de sa carrière junior, il est sélectionné pour représenter son pays au Championnat du monde, se déroulant en Suisse.Durant le mois de juillet 1990, il représente à nouveau son pays, durant les Goodwill Games.

### Carrière professionnelle
Le 21 juin 1986, lors du Repêchage d’entrée dans la Ligue nationale de hockey se déroulant à Montréal, Dan est choisi en 201e position lors de la 10e ronde par les North Stars du Minnesota.
Il commence sa carrière professionnelle lors de la saison 1990-1991, disputant la majeure partie de la saison avec le club ferme des North Stars, les Wings de Kalamazoo en Ligue internationale de hockey avec qui il est éliminé en demi-finales des séries éliminatoires de la Coupe Turner. Il dispute aussi neuf matchs avec les North Stars en LNH. Au terme de la saison, il est réclamé par les Sharks de San José lors du Repêchage de dispersion et échangé aux Whalers de Hartford avant le début de la saison suivante.
De la saison 1991-1992 à la saison 1993-1994, il disputera 36 rencontres pour les Whalers, ainsi que 62 matchs de saison régulière et seize matchs de séries éliminatoires pour leur club ferme, les Indians de Springfield évoluant dans la Ligue américaine de hockey. Il est échangé en novembre 1993 aux Flames de Calgary.
Avec les Flames, il va disputer 3 saisons de la LNH, entre 1993 et 1996, se voyant rétrograder dans le club ferme, les Flames de Saint-Jean en LAH, lors de sa dernière saison. Ils l’échangent en février 1996 aux Devils du New Jersey avec qui il ne dispute pas un match de LNH, mais 17 matchs de saison régulière ainsi que sept matchs de séries éliminatoires pour les River Rats d'Albany en LAH.
Pour la saison 1996-1997, il s’engage avec la franchise qui l’avait repêché en 1986. Cette dernière a déménagé et est devenue les Stars de Dallas. Durant trois ans, il va effectuer de multiple voyage entre le Texas où se situe le club principale et le Michigan où est basé le club ferme, les K-Wings du Michigan, équipe de la LIH, jusqu’en mars 1999. Il est réclamé au ballotage par les Predators de Nashville.
Au mois de mai 1999, il est sélectionné pour participer à ses deuxièmes Championnat du monde.
Avec les Predators, il va disputer quarante matchs dans la LNH et dix-huit matchs avec le club école, les Admirals de Milwaukee, en LIH en deux saisons. Il est échangé aux Blues de Saint-Louis en février 2000 et finit la saison avec les IceCats de Worcester. Il prend alors sa retraite après dix ans comme hockeyeur professionnel.

## Statistiques

### Statistiques en club
| Saison     | Équipe                        | Ligue      |     | Saison régulière | Saison régulière | Saison régulière | Saison régulière | Saison régulière |   | Séries éliminatoires | Séries éliminatoires | Séries éliminatoires | Séries éliminatoires | Séries éliminatoires |
| Saison     | Équipe                        | Ligue      | PJ  | B                | A                | Pts              | Pun              | PJ               | B | A                    | Pts                  | Pun                  |                      |                      |
| 1986-1987  | Lakers de Lake Superior State | NCAA       | 38  | 3                | 5                | 8                | 26               |                  |   |                      |                      |                      |                      |                      |
| 1987-1988  | Lakers de Lake Superior State | NCAA       | 41  | 2                | 15               | 17               | 34               |                  |   |                      |                      |                      |                      |                      |
| 1988-1989  | Lakers de Lake Superior State | NCAA       | 46  | 3                | 26               | 29               | 70               |                  |   |                      |                      |                      |                      |                      |
| 1989-1990  | Lakers de Lake Superior State | NCAA       | 43  | 13               | 23               | 36               | 48               |                  |   |                      |                      |                      |                      |                      |
| 1990-1991  | Wings de Kalamazoo            | LIH        | 60  | 4                | 20               | 24               | 60               | 9                | 1 | 2                    | 3                    | 10                   |                      |                      |
| 1990-1991  | North Stars du Minnesota      | LNH        | 9   | 0                | 1                | 1                | 6                |                  |   |                      |                      |                      |                      |                      |
| 1991-1992  | Whalers de Hartford           | LNH        | 1   | 0                | 0                | 0                | 0                |                  |   |                      |                      |                      |                      |                      |
| 1991-1992  | Indians de Springfield        | LAH        | 18  | 3                | 4                | 7                | 10               | 4                | 0 | 0                    | 0                    | 6                    |                      |                      |
| 1992-1993  | Whalers de Hartford           | LNH        | 23  | 4                | 4                | 8                | 28               |                  |   |                      |                      |                      |                      |                      |
| 1992-1993  | Indians de Springfield        | LAH        | 37  | 1                | 13               | 14               | 38               | 12               | 0 | 4                    | 4                    | 14                   |                      |                      |
| 1993-1994  | Indians de Springfield        | LAH        | 7   | 0                | 1                | 1                | 4                |                  |   |                      |                      |                      |                      |                      |
| 1993-1994  | Whalers de Hartford           | LNH        | 12  | 0                | 1                | 1                | 12               |                  |   |                      |                      |                      |                      |                      |
| 1993-1994  | Flames de Calgary             | LNH        | 57  | 1                | 20               | 21               | 48               | 3                | 0 | 0                    | 0                    | 4                    |                      |                      |
| 1994-1995  | Flames de Calgary             | LNH        | 28  | 2                | 3                | 5                | 10               | 7                | 0 | 1                    | 1                    | 2                    |                      |                      |
| 1995-1996  | Flames de Calgary             | LNH        | 13  | 0                | 0                | 0                | 14               |                  |   |                      |                      |                      |                      |                      |
| 1995-1996  | Flames de Saint-Jean          | LAH        | 22  | 3                | 11               | 14               | 14               |                  |   |                      |                      |                      |                      |                      |
| 1995-1996  | River Rats d'Albany           | LAH        | 17  | 0                | 4                | 4                | 4                | 1                | 0 | 0                    | 0                    | 0                    |                      |                      |
| 1996-1997  | Stars de Dallas               | LNH        | 13  | 0                | 1                | 1                | 6                |                  |   |                      |                      |                      |                      |                      |
| 1996-1997  | K-Wings du Michigan           | LIH        | 42  | 3                | 17               | 20               | 24               | -                | - | -                    | -                    | -                    |                      |                      |
| 1997-1998  | K-Wings du Michigan           | LIH        | 44  | 1                | 11               | 12               | 29               |                  |   |                      |                      |                      |                      |                      |
| 1997-1998  | Stars de Dallas               | LNH        | 17  | 1                | 2                | 3                | 26               | 2                | 0 | 0                    | 0                    | 2                    |                      |                      |
| 1998-1999  | K-Wings du Michigan           | LIH        | 5   | 0                | 1                | 1                | 2                |                  |   |                      |                      |                      |                      |                      |
| 1998-1999  | Stars de Dallas               | LNH        | 22  | 0                | 1                | 1                | 22               |                  |   |                      |                      |                      |                      |                      |
| 1998-1999  | Predators de Nashville        | LNH        | 16  | 0                | 0                | 0                | 12               | -                | - | -                    | -                    | -                    |                      |                      |
| 1999-2000  | Predators de Nashville        | LNH        | 24  | 0                | 5                | 5                | 28               |                  |   |                      |                      |                      |                      |                      |
| 1999-2000  | Admirals de Milwaukee         | LIH        | 18  | 1                | 3                | 4                | 10               |                  |   |                      |                      |                      |                      |                      |
| 1999-2000  | IceCats de Worcester          | LAH        | 25  | 1                | 9                | 10               | 12               | 9                | 0 | 1                    | 1                    | 10                   |                      |                      |
| Totaux LNH | Totaux LNH                    | Totaux LNH | 235 | 8                | 38               | 46               | 212              | 12               | 0 | 1                    | 1                    | 8                    |                      |                      |

### Statistiques en équipe nationale
| Année | Équipe     | Évènement            |    | PJ | B | A | Pts | Pun | +/-               |  | Résultat |
| 1990  | États-Unis | Championnat du monde | 10 | 0  | 0 | 0 | 2   |     | 7e place          |  |          |
| 1990  | États-Unis | Goodwill Games       | 5  | 2  | 1 | 3 | 12  |     | Médaille d’argent |  |          |
| 1999  | États-Unis | Championnat du monde | 6  | 2  | 0 | 2 | 6   | 5   | 8e place          |  |          |

## Transactions
Le 30 mai 1991, lors du repêchage de dispersion, il est réclamé par les Sharks de San José aux North Stars du Minnesota.
Le 2 octobre 1991, il est échangé par les Sharks aux Whalers de Hartford, en retour de Dean Evason.
Le 19 novembre 1993, les Whalers l’échangent aux Flames de Calgary, en retour de Jeff Reese.
Le 26 février 1996, il est échangé par les Flames aux Devils du New Jersey en compagnie de Phillip Housley. Les Flames acquièrent Tommy Albelin, Cale Hulse et Jocelyn Lemieux en retour.
Le 19 août 1996, il signe un contrat à titre d’agent libre avec les Stars de Dallas.
Le 12 mars 1999, il est réclamé au ballotage par les Predators de Nashville.
Le 9 février 2000, il est échangé par les Predators aux Blues de Saint-Louis en retour de Rory Fitzpatrick.

## Récompenses
- 1987-1988 : vainqueur de la NCAA avec les Lakers de Lake Superior State[2]

- 1989-1990 : désigné meilleur défenseur défensif de la NCAA[11]

- 1989-1990 : sélectionné sur la deuxième équipe d’étoiles de la NCAA[12]